# Nicolás González Casares
Nicolás González Casares é um enfermeiro e político espanhol que foi eleito membro do Parlamento Europeu em 2019.

No parlamento, Gonález Casares actua na Comissão de Indústria, Pesquisa e Energia. Em 2020, ele juntou-se ao Comité Especial para Vencer o Cancro.